# Getbergstjärnen, Hälsingland
Getbergstjärnen är en sjö i Bollnäs kommun i Hälsingland och ingår i Ljusnans huvudavrinningsområde. Sjön har en area på 0,048 kvadratkilometer och ligger 224,5 meter över havet.

## Delavrinningsområde
Getbergstjärnen ingår i det delavrinningsområde (678898-152691) som SMHI kallar för Mynnar i Lilla Flugen. Medelhöjden är 212 meter över havet och ytan är 10,62 kvadratkilometer. Det finns inga avrinningsområden uppströms utan avrinningsområdet är högsta punkten. Vattendraget som avvattnar avrinningsområdet har biflödesordning 3, vilket innebär att vattnet flödar genom totalt 3 vattendrag innan det når havet efter 52 kilometer. Avrinningsområdet består mestadels av skog (84 procent). Avrinningsområdet har 0,61 kvadratkilometer vattenytor vilket ger det en sjöprocent på 5,7 procent.